# Mavesper Cy Ceridwen
Márcia Maria Bianchi Prates, mais conhecida como Mavesper Cy Ceridwen (São Paulo, 1963), é uma advogada, servidora pública, bruxa e sacerdotisa wiccana brasileira.

## Bruxaria
Em 1997, Mavesper foi uma das fundadoras da Associação Brasileira de Arte e Filosofia da Religião Wicca (Abrawicca), cujo objetivo é oferecer cursos, palestras e atividades para a comunidade wiccana e neopagã do Brasil. No ano seguinte, Mavesper organizou o coven "Círculo de Prata" em Brasília. Em 2003, Mavesper foi eleita presidente da Abrawicca, cargo que permanecia ocupando em 2021.

### Igreja da Bruxaria e Wicca do Brasil
Em 2010, junto com os bruxos Denise De Santi, Michaella Engel, Naelyan Wyvern e Wagner Périco, Mavesper Cy Ceridwen fundou a Igreja da Bruxaria e Wicca do Brasil (IBWB), com o objetivo de centralizar, reunir e proteger os praticantes de bruxaria e Wicca do país. O principal motivador da criação da IBWB foi o projeto de lei 160/2009 do deputado federal George Hilton (PRB/MG), que propunha criar uma Lei Geral das Religiões que regulasse e delimitasse o exercício de crença do povo.
A decisão de denominar a organização Igreja teve grande repercussão entre os praticantes, embora Mevesper Cy Ceridwen alegue que sua sugestão se deu no contexto da figura das entidades religiosas no ordenamento jurídico brasileiro, com o intuito de facilitar a equiparação dos membros aos sacerdotes de outras religiões mais conhecidas.

## Outras atividades
Mavesper Cy Ceridwen se formou em Direito pela Universidade de São Paulo e é servidora da Câmara dos Deputados. Entre novembro de 2011 e janeiro de 2013, Mavesper Cy Ceridwen participou do Comitê de Diversidade Religiosa da Secretaria de Direitos Humanos da Presidência da República, por nomeação da Secretaria Maria do Rosário.